# Fallschirmjäger-Division Erdmann
La Fallschirmjäger-Division Erdmann (Division parachutiste Erdmann) est une des divisions de parachutistes (Fallschirmjäger) de l'armée allemande (Wehrmacht) dans la Luftwaffe durant la Seconde Guerre mondiale.

## Historique
Formée le 20 août 1944 à Bitche en Moselle en France comme une unité d'alerte, composée à partir des restes d'autres unités (6. Fallschirmjäger-Division), et de nombreuses écoles de formation en Allemagne.
Le 9 septembre 1944, le dernier des 43 trains finit de transporter la division aux Pays-Bas. Aucune arme lourde, sauf dans le Panzer-Jäger-Abteilung ne fait partie du voyage. Elle prend part aux combats contre les forces britanniques de l'opération Market Garden.
Le 9 octobre 1944, la division est renommée 7. Fallschirmjäger-Division. Les régiments n'ont pas changé leurs appellations jusqu'au 25 novembre 1944, en vertu de la nouvelle division. 
Durant sa brève existence, la division a été mis en œuvre par la LXXXVI.AK/Fs.AOK.1 à Hechtel, Arnhem et la zone de Venlo.

## Commandement
| Début        | Fin            | Grade           | Nom                   |
| ------------ | -------------- | --------------- | --------------------- |
| 20 août 1944 | 9 octobre 1944 | Generalleutnant | Wolfgang Erdmann (de) |

## Composition
- Fallschirm-Jäger-Regiment Menzel
- Fallschirm-Jäger-Regiment Grossmehl
- Fallschirm-Jäger-Regiment Laytved-Hardegg
- Fallschirm-Jäger-Ersatz- und Ausbildungs-Regiment Greve
- Fallschirm-Jäger-Regiment Hübner
- Bataillon Schäfer
- Bataillon Schluckebier
- Fallschirm-Panzer-Jäger-Abteilung Grunwald
- Fallschirm-Jäger-Ersatz-Bataillon 3